# Junge Philharmonie Brandenburg
Die Junge Philharmonie Brandenburg – das Landesjugendsinfonieorchester Brandenburg – ist ein Jugendorchester mit etwa 170 Mitgliedern zwischen 13 und 24 Jahren, die sich zum Großteil aus dem Spitzennachwuchs der Brandenburger Musikschulen zusammensetzen. Träger des Nachwuchsorchesters ist der Verband der Musik- und Kunstschulen Brandenburg.

## Porträt
Die Junge Philharmonie Brandenburg ist ein brandenburgisches Auswahlorchester, für das sich die jungen Musiker durch ein Probespiel qualifizieren, und das sich etwa zwei- bis dreimal pro Jahr zu Probenphasen trifft. Im Anschluss an diese finden mehrere Konzertauftritte in ganz Deutschland sowie im Ausland statt. Während der Probenphasen erarbeitet das Orchester, mit Hilfe von Mitgliedern Berliner Konzert- und Opernorchester als Dozenten, unter der Leitung des jeweiligen Dirigenten das gespielte Programm.
Gespielt werden klassische und romantische Orchestermusik aber auch zeitgenössische Werke und Uraufführungen (zum Beispiel von Albert Pace, Marian Lux, Mark Pogolski) sowie Opern und Operetten. Langjähriger Chefdirigent war Sebastian Weigle, Generalmusikdirektor der Oper Frankfurt, ständiger Dirigent war von 2009 bis 2018 Aurélien Bello. 2018 wurde Peter Sommerer ständiger Dirigent des Orchesters.
Träger des Orchesters ist der Verband der Musik- und Kunstschulen Brandenburg e. V., gefördert wird es vom Ministerium für Wissenschaft, Forschung und Kultur des Landes Brandenburg und dem 1997 gegründeten Förderverein.
rbbKultur begleitet das Orchester als Medienpartner. Die Schirmherrschaft hat Dr. Dietmar Woidke, Ministerpräsident des Landes Brandenburg, inne.

## Geschichte
Die Junge Philharmonie Brandenburg wurde 1992 als Landesjugendsinfonieorchester gegründet. Das Orchester gastiert mittlerweile weltweit. So führten Konzertreisen in den vergangenen Jahren u. a. nach China, in den Nahen Osten, nach Indien, Südkorea und Mittelamerika. Das Orchester arbeitet immer wieder mit herausragenden Brandenburger Nachwuchsmusikern zusammen. Aber auch internationale Solisten wie Daniel Barenboim, Jochen Kowalski, Marlis Petersen oder Claudio Bohórquez musizierten bereits mit der Jungen Philharmonie Brandenburg.
Weiterhin trat die Junge Philharmonie als Festivalorchester auf, beispielsweise bei der Kammeroper Schloss Rheinsberg und beim j:opera-Festival Jennersdorf in Österreich (2006: Fidelio, 2007: Die lustigen Weiber von Windsor, 2008: Zar und Zimmermann, 2009: Die Welt auf dem Mond, 2010: Die verkaufte Braut, 2011: Die Entführung aus dem Serail, 2012: Der Wildschütz, 2013: Hänsel und Gretel, 2014: Die Hochzeit des Figaro, 2015: Der Freischütz, 2016: Die Fledermaus, 2017: Carmen, 2018: Der Barbier von Sevilla, 2019: Martha, 2021: Die lustige Witwe, 2022: Sissy, 2023: Die Schöne Helena).
Weitere Projekte bestanden unter anderem mit dem Theater Hebbel am Ufer in Berlin (2008: Eine Nacht in Venedig, 2009: Oedipus Rex, 2010: Die Flut und Abstrakte Oper von Boris Blacher) und in Kooperationen mit dem LaJJazzO und den Young Voices Brandenburg. Die Silvesterprobenphasen mit anschließenden Neujahrskonzerten u. a. im Konzerthaus Berlin leitete 2018/2019 und 2020/2021 der israelisch-amerikanische Dirigent Yoel Gamzou. Mehrere Rundfunkaufnahmen und CD-Einspielungen dokumentieren die künstlerische Entwicklung der Jungen Philharmonie Brandenburg.
Seit 2007 ist die Komische Oper Berlin Pate der Jungen Philharmonie Brandenburg. Die Mitglieder der Jungen Philharmonie Brandenburg werden zu Proben, Konzerten und Aufführungen als Zuhörer und Beobachter eingeladen, einzelne Mitglieder des Orchesters der Komischen Oper stehen während der Probenphasen als Dozenten zur Verfügung, und die Oper stellt dem Orchester Räume für seine Probespiele und verleiht Instrumente und Equipment.